# Dicranomyia (Dicranomyia) mulsa
Dicranomyia (Dicranomyia) mulsa is een tweevleugelige uit de familie steltmuggen (Limoniidae). De soort komt voor in het Neotropisch gebied.